# Ипрари (церковь)
Церковь Михаила и Гавриила Архангелов в Ипрари, также известная на местном уровне как Тарнгцел, — грузинская православная церковь на окраине одноимённой деревни, относящейся к Местийскому муниципалитету края Грузии Самегрело-Верхняя Сванетия. Территория деревни является частью высокогорного историко-культурного региона Сванетия. Ничем не примечательный с позиции архитектуры зальный храм Ипрари содержит множество фресок, написанных художником Тевдоре в 1096 году. Церковь внесена в список недвижимых памятников культуры национального значения Грузии.

## Архитектура
Ипрари представляет собой небольшое и простое прямоугольное в плане сооружение площадью 4,75 на 2,6 метров, с апсидой на восточной стороне. Церковь построена из хорошо отёсанных желтоватых пемзовых квадратных блоков. Фасады — простые, отделка — убогая. Единственный вход в церковь расположен на её западной стороне. Внутреннее пространство освещается с помощью двух окон: одно находится в апсиде, а другое — над входом. Алтарь отделён от зала каменным алтарным доссалем с тремя арочными отверстиями. Стены церкви — простые, без особых архитектурным излишеств. Кронштейны используются для поддержки арок на продольных стенах. Внутренние стены содержат ряд нацарапанных мемориальных граффити, датируемых периодом с XI по XV век.

## Фрески
Архитектурно ничем не примечательный интерьер церкви Ипрари сохранил ценные фрески, заказанные местной общиной у «царского живописца» Тевдоре в 1096 году, о чём сообщает грузинская надпись на алтарном доссале. Этот Тевдоре также известен своими фресками в двух других церквях в Сванетии: в Лагурке (созданы в 1112 году) и Накипари (написаны в 1130 году).
Фрески расположены так, чтобы соответствовать архитектурным особенностям интерьера: различные декоративные мотивы используются для обрамления и разграничения настенных композиций. Сцены в конхе апсиды изображают, в верхнем и нижнем ярусах, соответственно, деисус и группу церковных иерархов, окружённых двумя горящими канделябрами. Иконостас содержит изображения святых Кирика и Иулитты, Димитрия Солунского и Стефана Первомученика. Фрески на стенах и потолке также расположены в два яруса. Они изображают крещение Иисуса, Георгия Победоносца на коне, архангела Михаила и Иисуса Навина, преклонившего колени перед ним, на северной стене. Южная стена содержит изображения рождения Иисуса, архангела Гавриила, Феодора Стратилата, девственницу Никопею и святую Анну.
Западная стена содержит фрески с изображениями Благовещения, святых Варвары и Екатерины. С внешней стороны южный фасад, обращённый к деревне, также был полностью расписан фресками (особенность, характерная для средневековых сванских церквей) неизвестным местным художником XII века. Эти фрески, изображающие деисус, а также святого Евстафия, в значительной степени выцвели.

## Иконы
Как и многие другие средневековые церкви в Сванетии, церковь Ипрари, в силу своей удалённости, служила надёжным хранилищем произведений христианского искусства. Путешествуя по региону в 1910 году, грузинский исследователь Эквтиме Такаишвили сообщал по крайней мере о десятке старых церковных реликвий, включая ныне утраченный триптих XIII века с изображением Богородицы и младенца, на котором также изображён ктитор Давид, по-видимому, царь Грузии Давид VII Улу. Об этом свидетельствует упоминание Давида и его жены Гванцы Кахаберидзе в другой надписи на иконе. В иконостасе Ипрари сохранилась икона XII—XIII века с изображением архангела Михаила и деисуса.